# Leptanilla japonica
Leptanilla japonica (лат.) — вид мелких муравьёв рода Leptanilla из подсемейства Leptanillinae (Formicidae). Япония. Часто мигрирующий подземный муравей. Это очень мелкие насекомые, рабочие размером около 1,2 мм и королевы, достигающие около 1,8 мм, и живущие в очень маленьких колониях, насчитывающих всего несколько сотен особей одновременно (по сравнению с 60 000—20 000 000 особей в колониях кочевых муравьев). Развитие половых особей следует сезонному циклу, который влияет на миграцию и привычки питания колонии, и наоборот. L. japonica демонстрирует специализированное хищничество, его добыча в основном состоит из геофиломорфных многоножек, менее надёжного источника пищи, который также способствует их высокой скорости миграции гнёзд. Подобно муравьям родов Amblyopone и Proceratium, род Leptanilla демонстрирует питание личиночной гемолимфой (LHF, larval hemolymph feeding), при этом королева не использует никакой другой формы питания. LHF является выгодной альтернативой более дорогостоящему каннибализму. Однако, в отличие от любых других муравьёв, члены Leptanilla, включая L. japonica, развили специализированный орган, названный «личиночным гемолимфным краном» («larval hemolymph tap»), который уменьшает ущерб, наносимый LHF личинкам. LHF стала основной формой питания этого вида.

## Описание

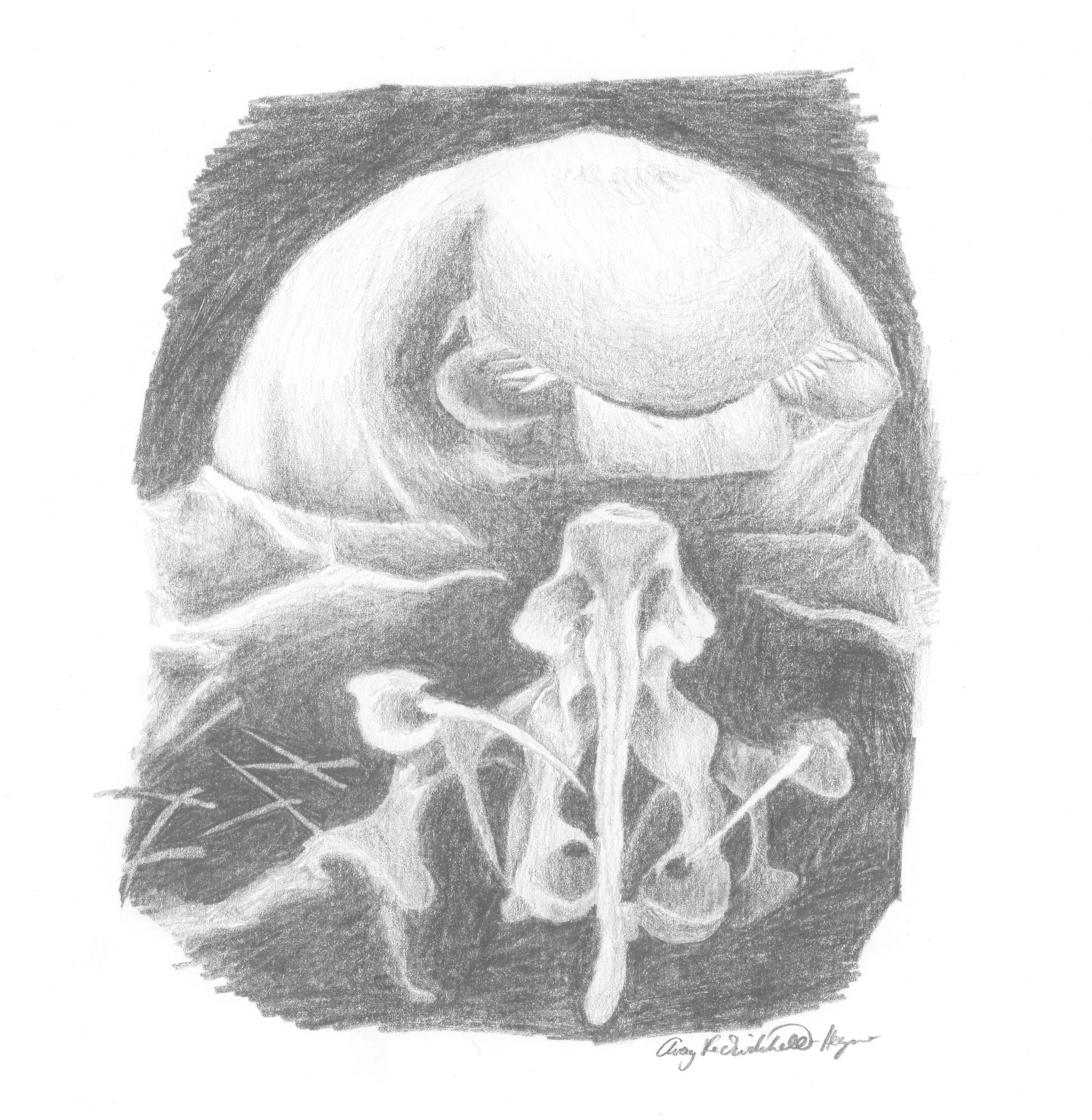
Голова личинки со сложной проторакальной структурой под челюстями и другими ротовыми частями

Мелкого размера муравьи жёлтовато-бурого цвета (1—2 мм). Рабочие особи слепые (сложных глаз нет). Жвалы с 3 зубцами. Тело покрыто редкими короткими волосками. Голова субтреугольная, длиннее своей ширины. Усики 12-члениковые у рабочих и маток, 13-члениковые у самцов. Скапус усиков короткий (короче головы). Метанотальная бороздка отсутствует. Стебелёк между грудкой и брюшком состоит из двух узловидных члеников (петиоль и постпетиоль). Похож на Leptanilla morimotoi, но отличается наличием 4 зубцов на жвалах (у morimotoi их 3). Второй зубец, считая от верхушки, иногда маленький, низкий и нечёткий. Вид был впервые описан в 1977 году итальянским мирмекологом Ч. Барони-Урбани (Baroni Urbani, C.) и назван по месту обнаружения в Японии.
Самец и матка были описаны в 1995 году. Формула щупиков самцы 1,1. Переднее крыло самца со слабо развитой жилкой Sc + R + Rs; другие жилки и птеростигма отсутствуют. Заднее крыло узкое, без жилок.
Колонии очень маленькие, средняя численность рабочих особей составляет всего 100—200 особей. Исследования показывают, что, исходя из циклического развития и размножения муравьёв, рабочие популяции обновляются ежегодно, и большинство рабочих живут около года.
При миграции к добыче или новому месту гнездования рабочие особи прикрепляют свои нижние ротовые части к переднегрудной структуре личинки и располагают её вдоль своего тела, под своим брюшком её брюшную часть, при этом голова личинки направлена вперёд. Однако, когда они потревожены, рабочие также просто хватают личинку за голову своими челюстями и тянут её в безопасное место.
Королевы крупнее рабочих; у них есть глаза, но нет крыльев. Задний или последний сегмент их тела (брюшко) очень большой по сравнению с остальной частью их тела.
Самцы достигают примерно 1,3 мм в размере, лишь немного больше рабочих, и необычны тем, что у них волосатые глаза. Они являются единственной кастой с крыльями, хотя и довольно маленькими крыльями. Одно крыло на самом деле состоит из двух частей: переднее крыло больше и имеет жилки; заднее крыло намного меньше и не имеет жилок. Их мандибулы также отличаются от мандибул самок; в то время как мандибулы рабочих и королев выступают и подвижны, мандибулы самцов представляют собой не более чем небольшие лопасти, прижатые к голове. Самцов этого вида муравьёв было трудно найти вместе с рабочими и королевами, и поэтому их поведение не наблюдалось и не регистрировалось так широко, как поведение самок.

## Развитие и размножение
Leptanilla japonica развивается и размножается в синхронных годовых циклах стадии роста личинки и стадии откладывания яиц. Активная стадия откладывания яиц начинается поздней весной и заканчивается поздней осенью. За очень короткий период в середине лета королева откладывает партию из примерно 200 яиц, в то время как прошлогодние личинки окукливаются или претерпевают метаморфоз, превращаясь из личинок во взрослых особей; вылупление и появление взрослых особей также происходят примерно в одно и то же время. Новые личинки быстро развиваются и впадают в спячку зимой. Наступает поздняя весна, и цикл повторяется.
Брюшко королевы остаётся сокращённым в течение всей стадии развития личинки, достигая не более 0,35 мм в диаметре. С наступлением весны она вступает в физогастрию, фазу, в которой её брюшко значительно расширяется, в то время как первые несколько личинок проявляют признаки окукливания. Её брюшко раздувается от заполненных яйцами овариол и вырастает до 1,1 мм в диаметре. Несмотря на свои размеры, королевы на этой стадии очень подвижны, в отличие от их почти неподвижности на стадии роста личинок.
Вскоре после начала физогастрии королева начинает откладывать яйца непрерывной цепочкой, время от времени прибегая к помощи находящихся рядом рабочих. Они хватают яйца своими челюстями и осторожно вытаскивают их из клоаки, отверстия её репродуктивного тракта.
Это лишь одна из многих работ рабочих на стадии откладывания яиц. В это время рабочие прекращают поиски пищи и миграции, чтобы сосредоточиться на уходе за гнездом. Рабочие помогают личинкам избавиться от их пищеварительного тракта, что необходимо для окукливания, и иногда едят их фекалии. Они также помогают им сбросить личиночную кожу.

## Миграция и выращивание пищи
Leptanilla japonica перемещается, используя систему следов, отмеченных секрецией стернальной железы, хотя перемещение неорганизованное и в основном индивидуальное. В то время как примерно половина рабочих охотится, другая половина занимается чисткой, заботой о личинках или стоит в качестве охранников на краях кучи расплода. Муравьи-охранники почти всегда принимают одну и ту же позу: они смотрят наружу с поднятым передним концом, поднятыми передними ногами и открытыми мандибулами. Если что-то приближается, они быстро атакуют его.
Другая половина рабочих занята поиском, атакой и параличом основной, если не единственной, добычи вида — геофиломорфных многоножек. Достаточный для них паралич может быть достигнут с участием небольшого количества муравьёв в течение 10—15 минут. Большую часть времени рабочие тянут многоножку к куче расплода, а колония иногда движется к добыче, чтобы встретиться где-то посередине. Однако несколько раз исследователи наблюдали, как колония полностью перемещалась к месту добычи, не перемещая многоножку. Во время таких миграций рабочие прикреплялись к переднегрудным структурам личинок, чтобы переносить их к парализованной добыче. Тело личинок и форма жвал облегчают им кормление. Они отрывают внешнюю ткань, а рабочие питаются из отверстий, которые проделывают личинки.
Хищничество активно во время стадии роста личинок, но прекращается во время стадии откладывания яиц вместе с миграцией. Основным источником питания на этой стадии являются сами личинки.

## Питание личиночной гемолимфой
Королева L. japonica питается только личиночной гемолимфой (LHF, larval hemolymph feeding). Во время стадии откладывания яиц и физогастрии её скорость LHF удваивается. Она перемещается, хватая всех личинок на своём пути, а рабочие переносят ей дополнительных личинок.
Матка гладит зрелую личинку своими усиками, затем держит задний конец всеми шестью ногами, лёжа на боку и помещая свои нижние ротовые части на тело. Она поворачивает тело, ощупывая своими челюстями, пока не найдёт «личиночный гемолимфный кран» в четвёртом брюшном сегменте. Отсутствие лакающих движений ротовых частей королевы и отсутствие личиночных мышц вдоль проточного органа предполагают, что гемолимфа поглощается с помощью усилий королевы. Поток гемолимфы прекращался сам по себе, когда королева выпускала личинку или гемолимфа застывала в отверстии.
LHF развился как менее затратная форма питания в последнюю очередь, чем каннибализм. Многие виды муравьёв занимаются трофическим потреблением яиц, при котором у рабочих есть стерильные яйца, которыми могут питаться муравьи. Однако у рабочих Leptanilla нет овариол, и поэтому у них нет такой возможности. Поскольку это никогда не наблюдалось, считается, что кормление изо рта в рот или оральный трофаллаксис отсутствуют у этого рода. LHF наблюдается у Amblyopone и Proceratium, но эти роды имеют гораздо более крупные популяции. При таком количестве особей в распоряжении королевы серьёзное повреждение личинок, которыми она питается, имело бы незначительное отрицательное влияние на её репродуктивную способность. С другой стороны, королевы Leptanilla не могут позволить себе такой риск с колониями всего из 100—200 особей; орган, уменьшающий ущерб от LHF и был эволюционирован у такого вида. Он также допускает синхронизацию и цикличность развития выводка. Отсутствие трофических яиц, цена каннибализма, специализированное хищничество спорадической добычи, циклическое и синхронное созревание колонии и сниженная стоимость LHF через «личиночный гемолимфный кран» — все это позволило LHF стать одной из основных пищевых привычек этого рода.

## Распространение
Встречается в Восточной Азии: Япония.